# Усьце-Сольне
Усьце-Сольне (пол. Uście Solne) — село в Польщі, у гміні Щурова Бжеського повіту Малопольського воєводства.
Населення — 857 осіб (2011).
У 1975-1998 роках село належало до Тарновського воєводства.

## Демографія
Демографічна структура станом на 31 березня 2011 року:
|          | Загалом | Допрацездатний вік | Працездатний вік | Постпрацездатний вік |
| -------- | ------- | ------------------ | ---------------- | -------------------- |
| Чоловіки | 419     | 81                 | 288              | 50                   |
| Жінки    | 438     | 89                 | 244              | 105                  |
| Разом    | 857     | 170                | 532              | 155                  |